# Age of Empires: The Age of Kings
Age of Empires: The Age of Kings es un videojuego de estrategia por turnos para Nintendo DS de la famosa saga de videojuegos Age of Empires.
La versión del videojuego para la consola de Nintendo varió en parte el modo de juego, pasando a ser un videojuego de estrategia por turnos a causa de las limitaciones de la consola. El videojuego da a escoger entre cinco civilizaciones (bretones, francos, japoneses, mongoles y sarracenos), cada una con unidades únicas y un héroe con habilidades especiales. Esta versión permite el juego simultáneo de hasta cuatro jugadores en modo multitarjeta.

## Jugabilidad
Age of Empires: The Age of Kings es un videojuego de estrategia por turnos. Al ser un derivado de la serie Age of Empires, cuyos juegos de la saga principal son en tiempo real, incorpora varias características y mecanismos comúnmente asociados a los juegos de estrategia en tiempo real, incluyendo avances tecnológicos, administración de recursos y construcción de edificios.
El campo del juego está dividido en una cuadrícula, con el jugador teniendo una perspectiva cenital (aérea) del mapa. Las unidades son capaces de moverse una cierta cantidad de pasos en cuatro direcciones, qué tan lejos pueden moverse las unidades depende de varias variables incluyendo la capacidad de movimiento natural de una unidad determinada y el terreno. Cada tipo de unidad tiene una cantidad de "cuadrados" que puede moverse, siendo algunas unidades más rápidas que otras. Existe una gran variedad de terrenos, como bosques, caminos, llanuras y montañas. Los caminos facilitan el movimiento, mientras que otros terrenos dificultan el movimiento pero dan otros beneficios, como mayor defensa.
Cada una de las civilizaciones tiene su propio héroe, que es más fuerte que las otras unidades. El héroe japonés es Minamoto no Yoshitsune, el héroe sarraceno es Saladino, el héroe mongol es Genghis Khan, la heroína franca es Juana de Arco, y el héroe bretón es Ricardo Corazón de León. Cada héroe tiene un poder exclusivo. Cada civilización es única en el sentido de que tienen diferente Arte de Unidades (excepto por los francos y bretones), diferentes unidades únicas (poderosas unidades específicas de cada civilización que pueden entrenarse en los castillos), y diferentes unidades con alto y bajo costo.